# Likoma crenata
Likoma crenata là một loài bướm đêm thuộc họ Sphingidae. Nó được tìm thấy ở bờ biển của Somalia, Kenya và Tanzania.
Nó rất giống với Likoma apicalis, nhưng màu xám hơn, đỉnh ít nhọn hơn.